# Klimkówka (powiat gorlicki)
Klimkówka – wieś w Polsce położona w województwie małopolskim, w powiecie gorlickim, w gminie Ropa. Do końca 1999 roku w gminie Uście Gorlickie.
W latach 1975–1998 miejscowość należała administracyjnie do województwa nowosądeckiego.

## Części wsi
| SIMC    | Nazwa  | Rodzaj    |
| ------- | ------ | --------- |
| 0468105 | Flasza | część wsi |
| 0468111 | Pniaki | część wsi |

## Zabytki
Obiekt wpisany do rejestru zabytków nieruchomych województwa małopolskiego.
- Cerkiew greko-kat. pw. Zaśnięcia Bogurodzicy z 1983 roku;
- kaplica cmentarna, drewniana z XVIII wieku;
- chałupa nr 13;
- chałupa nr 18;
- chałupa nr 23.

W miejscowości jest sztuczne jezioro powstałe w wyniku wybudowania zapory na Ropie. Jezioro położone jest przy granicy Klimkówki z Łosiem.
W pobliżu wsi znajduje się szczyt Tania Góra.

## Szlaki piesze
- Flasza – Jezioro Klimkowskie

## Galeria zdjęć

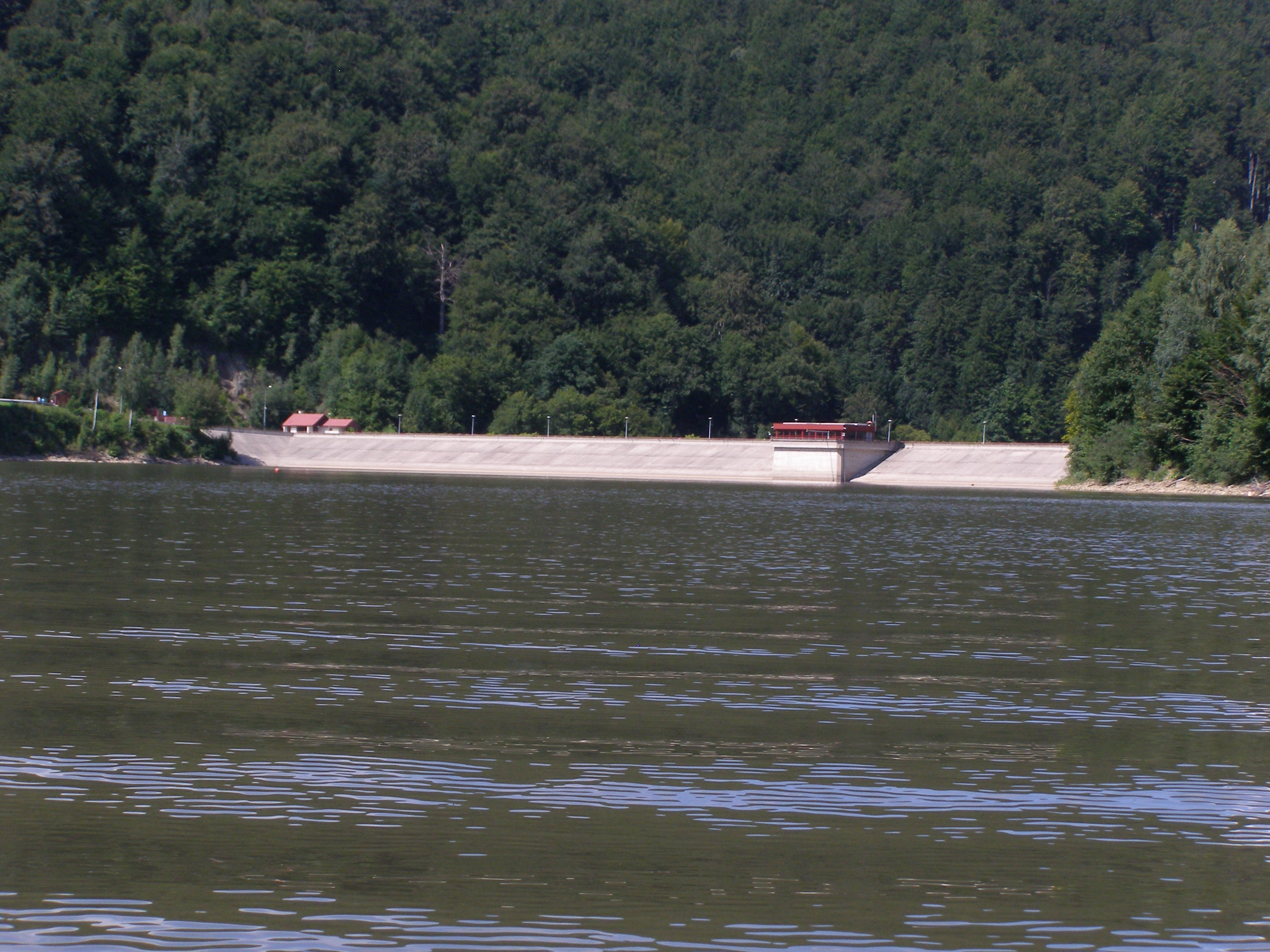
Zapora wodna
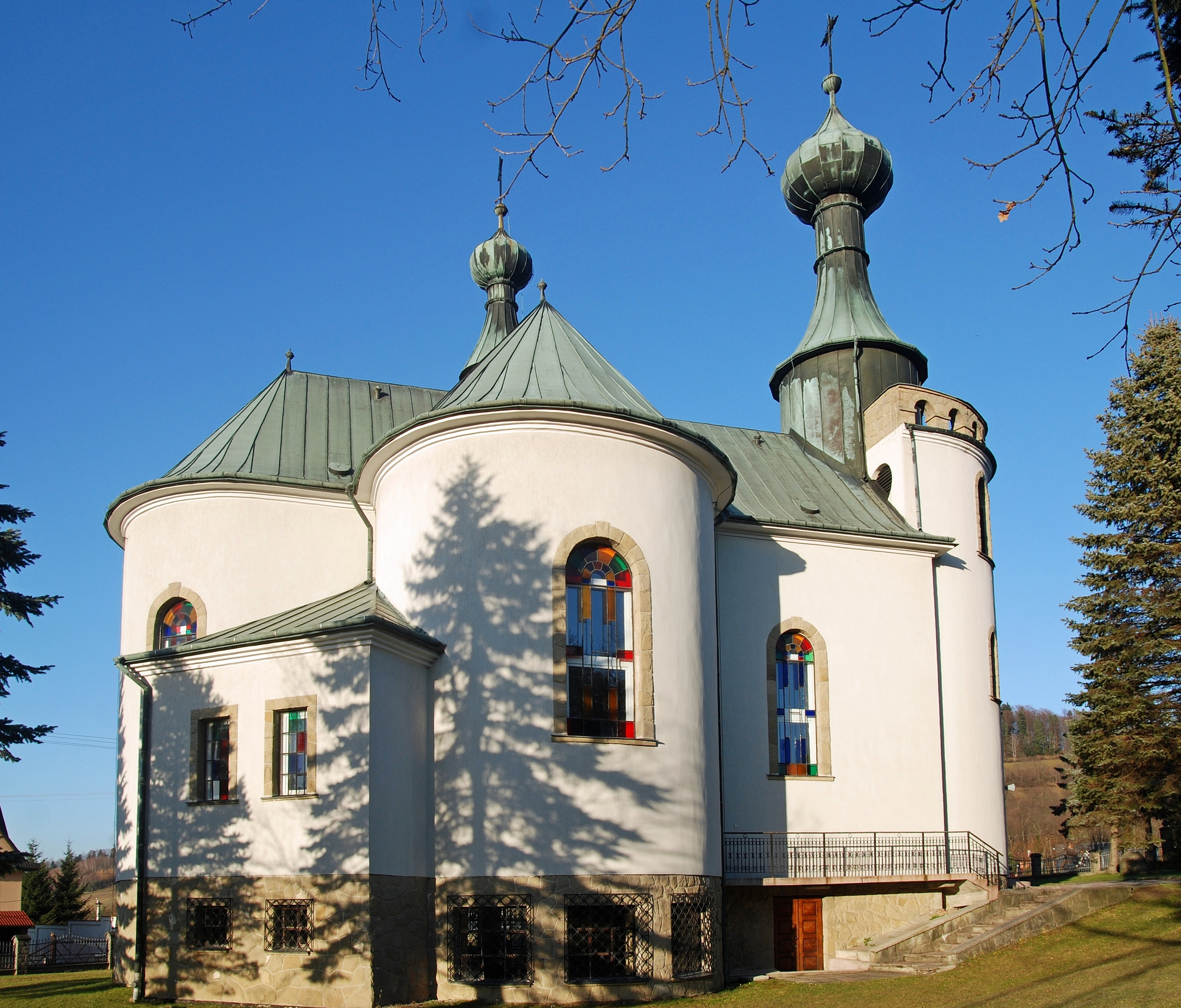
Cerkiew greko-kat. pw. Zaśnięcia Bogurodzicy